# Orogenesi gondwaniana

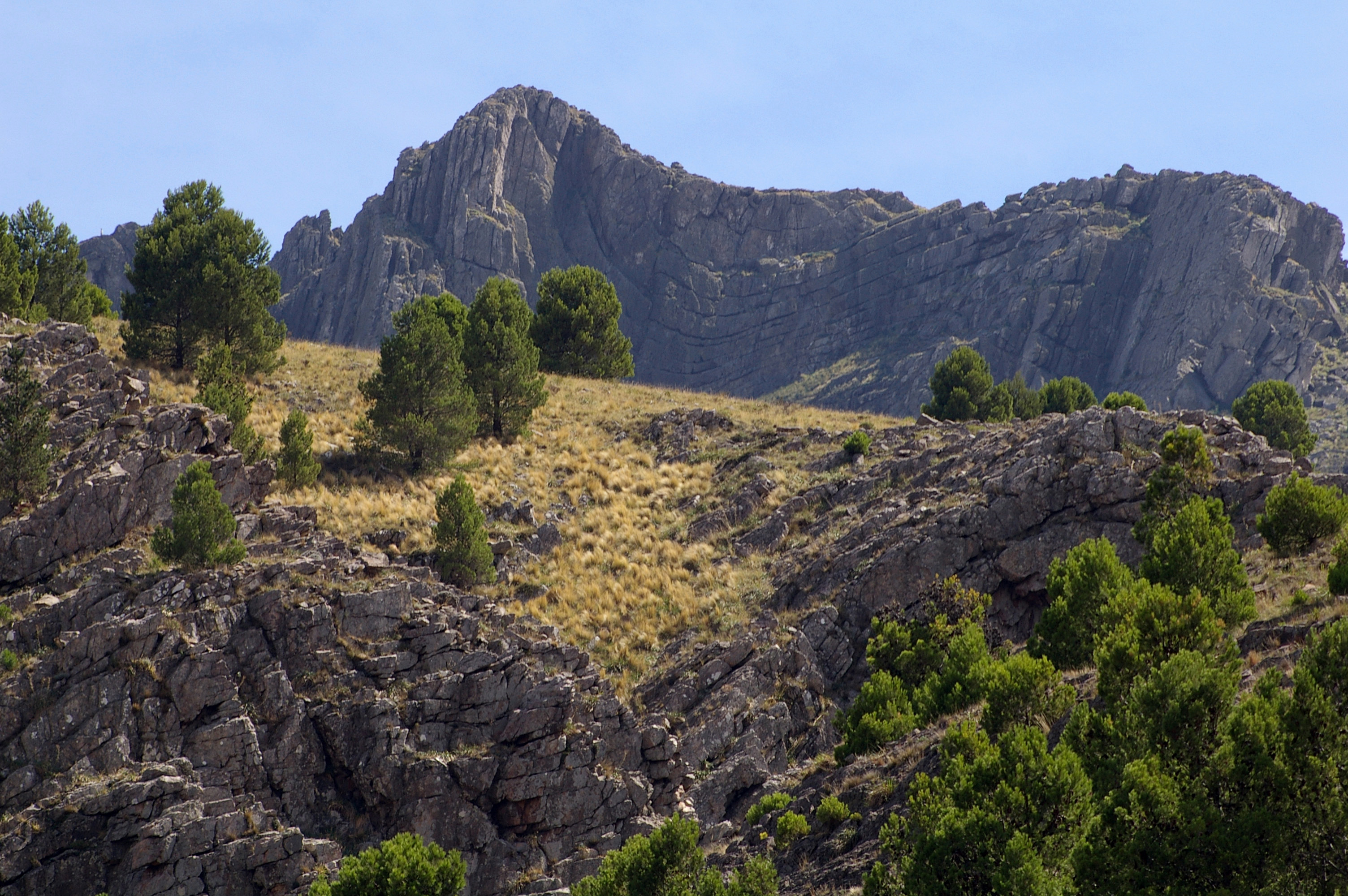
Le pieghe nei monti delle Sierras de Ventana, nella provincia di Buenos Aires in Argentina, risalgono all'orogenesi gondwaniana.

L'orogenesi gondwaniana o orogenesi gondwanide, è un processo orogenetico che fu attivo durante il Permiano in alcune parti dell'antico continente Gondwana e che attualmente si trovano geograficamente posizionate nel Sud America, Sud Africa, Antartide, Australia e Nuova Guinea.
La zona di deformazione in Argentina si estende come una cintura a sud e ovest degli antichi nuclei cratonici del Río de la Plata–Pampia.
La deformazione dell'orogene è visibile nei monti delle Sierras de Ventania in Argentina e della Cape Fold Belt in Sud Africa. L'orogenesi gondwaniana potrebbe essere collegata alla quasi contemporanea orogenesi di San Rafael della parte occidentale dell'Argentina.

## Caratteristiche
L'orogenesi gondwanide è susseguente all'orogenesi della Terra Australis che fu attiva nel corso del Neoproterozoico-Paleozoico nella Gondwana.
Dopo questa orogenesi, la parte sudoccidentale della Gondwana entrò in una fase di tettonica distensiva e assottigliamento della crosta continentale che portò alla formazione di vari bacini di rift (come il bacino del Cuyo) nel Triassico.

### Annotazioni
1. ↑  Queste attività tettoniche non sono collegate alla scissione della Gondwana che avvenne più tardi nel Mesozoico.

### Fonti
1. 1 2   Laura E. Kleiman e María S. Japas, The Choiyoi volcanic province at 34°S–36°S (San Rafael, Mendoza, Argentina): Implications for the Late Palaeozoic evolution of the southwestern margin of Gondwana (PDF), in Tectonophysics, vol. 473, 2009,  pp. 283-299, DOI:10.1016/j.tecto.2009.02.046. URL consultato il 5 gennaio 2016.
2. ↑  (ES) R.N. Tomezzoli e M.S. Japas, Resultados paleomagnéticos preliminares en las sedimentitas neo-paleozoicas de la Formación El Imperial, bloque de San Rafael, Mendoza, in Revista de la Asociación Geológica Argentina, vol. 61, n. 3, 2006. URL consultato il 5 gennaio 2016.
3. ↑   Peter A. Cawood, Terra Australis Orogen: Rodinia breakup and development of the Pacific and Iapetus margins of Gondwana during the Neoproterozoic and Paleozoic, in Earth-Science Reviews, vol. 69, 2005,  pp. 249-279, DOI:10.1016/j.earscirev.2004.09.001.
4. ↑   L.A. Spalletti, C.M. Fanning e C.W. Rapela, Dating the Triassic continental rift in the southern Andes: the Potrerillos Formation, Cuyo Basin, Argentina, in Geologica Acta, vol. 6, n. 3, 2008,  pp. 267-283.